# Лос-Чилес (кантон)
Лос-Чилес (исп. Los Chiles) — кантон в провинции Алахуэла Коста-Рики.

## География
Находится на севере провинции, граничит на севере с Никарагуа. Административный центр — Лос-Чилес.

## Округа
Кантон разделён на 4 округа:
1. Лос-Чилес
2. Каньо Негро
3. Эль-Ампаро
4. Сан-Хорхе